# Sandø (Oslofjorden)
59°04′33.81″N 10°28′00.20″Ø / 59.0760583°N 10.4667222°Ø
 For alternative betydninger, se Sandø. (Se også artikler, som begynder med Sandø)
Sandø er en lille ø i Oslofjorden i den sydøstlige del af Færder kommune i Vestfold og Telemark fylke i Norge.

## Geografi og historie
Sandø ligger på østsiden af sundet Sandøsund. Tværs over sundet ligger stedet Krukehavn på øen Hvasser. Mod nord ligger øerne Østre og Vestre Bustein og alle de andre øer i skærgården øst for Tjøme og Nøtterøy. På Sandøs østside ligger Oslofjorden, med udsigt mod øerne Store Færder og Tristein.
Sandø har haft faste beboere og flere små landbrug, men fra 1900-tallets begyndelse har øens ejere været bosat andre steder og bebyggelsen har været fritidsbebyggelse. Bebyggelsen er begrænset til øens vestside, mod Sandøsund.
I 1950'erne blev Sandø fredet i henhold til lov om naturvern. I 2006 blev den ubeboede del af Sandø indlemmet i Ormø-Færder landskapsvernområde og fra 2013 i den nyoprettede Færder nationalpark.
Endemorænen Tjøme-Hvaler-trinnet, også kaldt Tjøme-raet, går over Sandø og er ophav til øens fine sandjord og attraktive sandstrande. Flere steder på øen er der strande med vandslebne rullesten som er kommet med isbræen for cirka 12.000 år siden.
Sandøbugten er en god havn med stor sandstrand indenfor og et meget benyttet sted for lystbåde.
- Dele af bebyggelsen på Sandø mod Sandøsund og Hvasser 
Foto: Karl Ragnar Gjertsen, 2006
- På Sandø er endemorænen som kaldes Tjøme-Hvaler-trinnet godt synlig. Her er rullestenstrande med alle typer sten fra Oslofeltet. I stort format skimtes Færder fyr i baggrunden. 
Foto: Karl Ragnar Gjertsen, 2006

- Maleriet Sandø (1894) af Eilif Peterssen (1852–1928)
- Sandø (1899) af Eilif Peterssen